# أمادو نيرفو
أمادو نيرفو (27 أغسطس 1870 - 24 مايو 1919) (بالأسبانية Amado Nervo)،المعروف أيضا باسم خوان كريسوستومو رويز دي نيرفو، وهو شاعر وصحفي ومعلم مكسيكي. كما عمل سفيرًا للمكسيك في الأرجنتين وأوروغواي.. كان يستخدم في قرض الشعر أسلوب المجاز والإشارة إلى التصوف، وتقديم كل من الحب والدين في قصائده، كما أن شعره تأثر بالمسيحية والهندوسية. يعتبر أمادو نيرفو واحد من أهم الشعراء المكسكيين في القرن التاسع عشر.

## روابط خارجية
- أمادو نيرفو على موقع الموسوعة البريطانية (الإنجليزية)
- أمادو نيرفو على موقع إن إن دي بي (الإنجليزية)